# 太空望遠鏡光軸補償校正光學

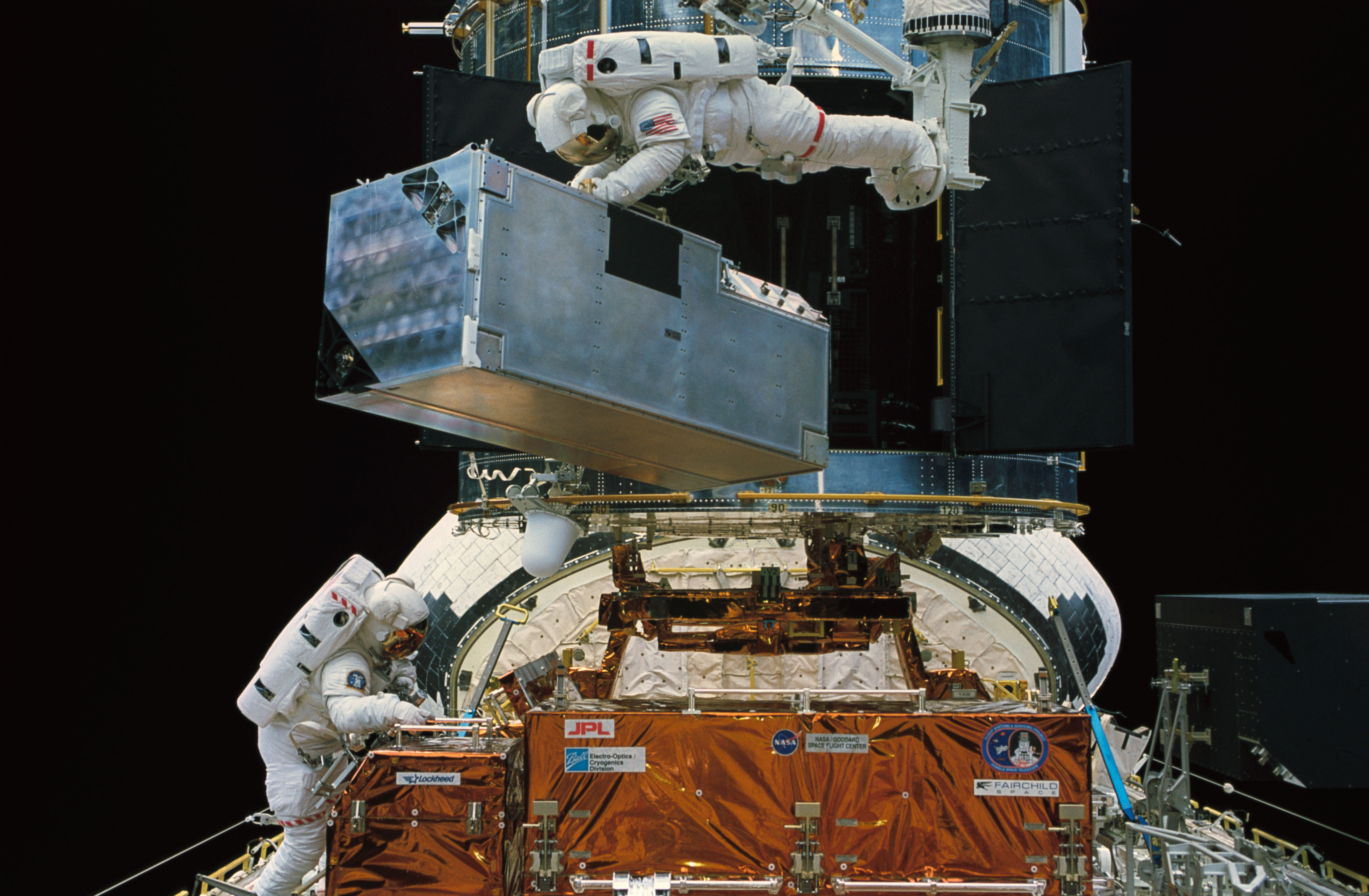
COSTAR being inserted into Hubble during First Servicing Mission.

太空望遠鏡光軸補償校正光學（英語：COSTAR, Corrective Optics Space Telescope Axial Replacement）是為了矯正哈伯太空望遠鏡的球面像差所設計的儀器，由貝爾航太集團製造。在1993年第一次的維護任務中，取代了高速光度計（HSP）原先的位置，以提供高達德高解析攝譜儀（GHRS）、暗天體照相機（FOC）暗天體攝譜儀（FOS）所需要的光線。
由於之後更換的儀器，用來取代原始的儀器，都設計了自己的光學矯正器。
它在2008年9月的哈伯維修任務中移除，由宇宙起源頻譜儀取代他的位置。

## 外部連結
- The Corrective Optics Space Telescope Axial Replacement (Costar)（页面存档备份，存于）